# I. e. 226
Évszázadok: i. e. 4. század – i. e. 3. század – i. e. 2. század
Évtizedek: i. e. 270-es évek – i. e. 260-as évek – i. e. 250-es évek – i. e. 240-es évek – i. e. 230-as évek – i. e. 220-as évek – i. e. 210-es évek – i. e. 200-as évek – i. e. 190-es évek – i. e. 180-as évek – i. e. 170-es évek
Évek: i. e. 231 – i. e. 230 – i. e. 229 – i. e. 228 –  i. e. 227 – i. e. 226 – i. e. 225 – i. e. 224 – i. e. 223 – i. e. 222 – i. e. 221

## Események

### Hellenisztikus birodalmak
- Egy földrengés ledönti a rodoszi kolosszust és elpusztítja Kameirosz városát.
- A kleomenészi háborúban a spártaiak elfoglalják Mantineiát és legyőzik az Akháj Szövetséget Hekatombeionnál.
- II. Szeleukosz szeleukida király öccse, Antiokhosz Hierax megszökik trákiai fogságából, de korábbi szövetségesei, a galaták megölik.
- II. Szeleukosz leesik a lováról és belehal sérüléseibe. Utóda legidősebb fia, a 17 éves III. Szeleukosz. A birodalom ekkor még mindig az Égei-tengertől Indiáig terjed, a rendet zsoldoshadsereg tartja fenn. Az államot azonban megrendítették a sorozatos keleti lázadások, a külső támadások és az uralkodó dinasztia tagjai közötti belháborúk.

### Róma
- Marcus Valerius Messallát és Lucius Apustius Fullót választják consulnak.
- A Karthágó ibériai terjeszkedésétől megrettent massiliai görögök Róma segítségét kérik. Róma szövetséget köt az Ebro torkolatánál fekvő Saguntum városával.
- Róma követséget küld Hasdrubalhoz és szerződést kötnek vele, miszerint a punok nem hatolnak északabbra az Ebro folyónál, cserébe szabad kezet kapnak attól délre (amivel sértik Massilia érdekeit).

## Halálozások
- II. Szeleukosz, szeleukida király
- Antiokhosz Hierax, Szeleukosz öccse

## Fordítás
- Ez a szócikk részben vagy egészben  a(z)   226 BC című angol Wikipédia-szócikk ezen változatának fordításán alapul.  Az eredeti cikk szerkesztőit annak laptörténete sorolja fel. Ez a jelzés csupán a megfogalmazás eredetét és a szerzői jogokat jelzi, nem szolgál a cikkben szereplő információk forrásmegjelöléseként.